# Stadio Brianteo
Stadio Brianteo – wielofunkcyjny stadion położony we włoskim mieście Monza.
Obiekt został oddany do użytku w 1988 roku, a jego pojemność wynosi 18 568 miejsc. Stadion wykorzystywany jest głównie przez klub AC Monza, występujący w rozgrywkach włoskiej Serie A.
Stadion trzykrotnie był areną rozgrywania finałowego meczu o mistrzostwo Włoch w rugby union. W 2005 roku na Stadio Brianteo odbył się mecz pomiędzy reprezentacjami Włoch oraz Fidżi w rugby union.
Właścicielem i zarządcą obiektu jest gmina Monza.

## Rekordy frekwencji

### Piłka nożna
- Puchar Włoch 1988/1989, A.C. Monza – AS Roma (12 000 widzów)
- Serie B 1988/1989, A.C. Monza – Genoa CFC (11 500 widzów)
- Serie C1 1991/1992, A.C. Monza – Torino FC (9 900 widzów)

### Rugby union
- Mecz o mistrzostwo Włoch w rugby 2007/2008, Rugby Calvisano – Benetton Rugby Treviso (11 976 widzów)
- Włochy – Fidżi, 26 listopada 2005 (11 200 widzów)